# Morozeviczite
La morozeviczite è un minerale.